# Índex de radiació ultraviolada

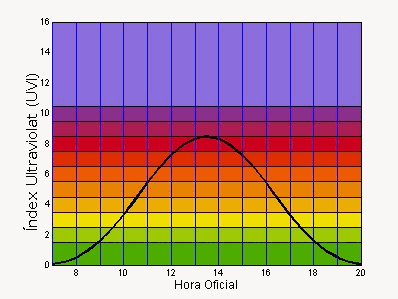
Gràfica idealitzada representant la variació de l'índex de radiació ultraviolada (UVI) al llarg de les hores del dia.

L'índex de radiació ultraviolada o UVI (de l'anglès UltraViolet Index) és una unitat de mesura internacional d'intensitat de la radiació ultraviolada solar a un lloc i moment determinat. Normalment aquest índex és utilitzat com una escala primària per a informar a la població sobre el risc d'exposició a la llum solar.

## Utilitat
El seu propòsit és ajudar a la gent a protegir-se de la radiació UV solar i de les causes provocades per la seua exposició excessiva. Les organitzacions de salut pública recomanen que la població prengui mesures de protecció davant la radiació UV com ara l'aplicació de crema de protecció solar, portant ulleres de sol o una gorra al cap.
Els valors de l'UVI es presenten com nombres enters agrupats en cinc categories d'exposició diferenciades pel seu color. Com més elevat sigui el valor de l'índex, major és el potencial de la radiació per produir danys a la pell i els ulls i menor és el temps necessari perquè es produeixi.
L'UVI es va definir i estandarditzar sota la col·laboració de diferents institucions internacionals (l'Organització Mundial de la Salut i l'Organització Meteorològica Mundial, entre d'altres). El resultat és una presentació uniforme de l'UVI arreu del món permetent la comparació de números i colors per a la seva fàcil comprensió.
| Categories d'exposició | Color   |
| ---------------------- | ------- |
| Baix (1-2)             | Verd    |
| Moderat (3-5)          | Groc    |
| Alt (6-7)              | Taronja |
| Molt alt (8-10)        | Vermell |
| Extrem (més de 10)     | Lila    |

## Mesura
La regió UV de la radiació solar cobreix el rang entre els 100 i els 400 nm i se sol dividir en tres bandes: UVC (100-280 nm), UVB (280-320 nm) i UVA (320-400 nm).
Els factors més importants que afecten a la radiació solar UV que arriba a la superfície terrestre són:
- Altura solar: com més alt està el Sol sobre l'horitzó, més alts són els valors de radiació UV, ja que els raigs incideixen més perpendicularment. L'altura solar varia al llarg del dia i de l'any, essent màxima durant el migdia als mesos d'estiu.[1]
- Latitud: regions més properes a l'Equador, latituds més baixes, presenten valors de radiació majors que latituds més altes.[1]
- Ozó: tota la radiació UVC i gairebé el 90% de la UVB són absorbides per les molècules d'ozó a les capes altes de l'atmosfera. La radiació solar UVA s'atenua menys. El resultat és que a la superfície terrestre arriba la radiació UVA amb una petita fracció d'UVB.[1]
- Nuvolositat: els núvols són els principals atenuadors de la radiació solar, tot i que la presència de nuvolositat no impedeix que arribi radiació UV a la superfície terrestre i fins i tot, és possible que s'incrementin els valors de radiació quan rebem directament la llum solar més la procedent de la reflexió dels núvols.[1]
- Altitud: a major altitud, major valor de radiació solar UV, ja que la capa d'atmosfera que han de travessar els raigs solars és menor. L'UVI augmenta al voltant d'un 11-14% per cada quilòmetre que es puja.[1]
- Reflexió del terra: Els diferents tipus de superfície i d'usos del sòl condicionen la seva reflectivitat (albedo). En mitjana, les superfícies lliures de neu tenen una reflectivitat del 10% per la radiació, en canvi, una coberta de neu presenta reflectivitats de l'ordre del 85%. La sorra pot reflectir fins al 25% de la radiació, incrementant la dosi d'UV rebuda a la platja. A l'aigua, el 95% de la radiació penetra i en aigües molt netes i Sol molt alt fins al 50% de radiació pot arribar als 3 m de profunditat.[1]
- Dispersió per aerosols i gasos: l'aire i les partícules que porta en suspensió (aerosols) atenuen també la radiació solar incident a la superfície terrestre, degut als processos d'absorció i dispersió de la radiació que produeixen.[1]

## Efectes
Tot i que petites dosis de radiació UV són bones per al cos humà, ja que són essencials per a la producció de vitamina D, excessives exposicions solars poden derivar en problemes de salut per a la pell, els ulls i el sistema immunològic. L'efecte més visible i immediat de l'exposició a la radiació UV és el bronzejat (produït en la major part per la fracció UVA de la radiació solar) i l'eritema (envermelliment de la pell) produït per la fracció UVB. A més, la radiació solar UV pot produir altres efectes a curt i llarg termini com el fotoenvelliment prematur, danys a l'ADN cel·lular i la major part de casos de càncer de pell. La sensibilitat de les persones a la radiació UV depèn del seu fototipus, que no és més que la capacitat de resposta de la pell envers la radiació UV per produir melanina. Els grups més sensibles són els de les persones rosses o pèl-roges amb pell molt blanca.
Els hàbits personals en relació amb l'exposició solar són el factor de risc més important per al dany de la radiació UV. Resulta vital advertir a la població dels riscs que impliquen una sobreexposició a la radiació UV i la necessitat d'adoptar mesures de protecció per evitar-ho. Tot i que els grups més vulnerables són els fototipus més sensibles a la radiació UV i els nens, totes les persones haurien d'aplicar les mesures adequades per no excedir-se en les dosis de radiació UV.